# Can Ricós
Can Ricós és una masia del municipi de Vallgorguina (Vallès Oriental) inclosa en l'Inventari del Patrimoni Arquitectònic de Catalunya.

## Descripció
És una masia de tipus quasi basilical, consta de planta baixa, un primer pis i unes golfes en la part central. La coberta és a dues vessants, la central i les altres són inclinades. La façana és de composició simètrica i molt senzilla. Hi ha una porta d'entrada amb dovelles de pedra que formen un arc de mig punt. Les finestres són petites, algunes de pedra amb guardapols. Hi ha restes d'un rellotge de sol.

## Història
Aquesta masia fou construïda l'any 1890 per Agustí Valls, tal com ens diu la inscripció que es troba a la paret d'un edifici petit annexionat al principal i que fan servir de quadres. Aquesta casa es troba enmig d'un bosc i al costat d'un camp de conreu. És on viuen els masovers.